# Onychogomphus treadawayi
Onychogomphus treadawayi är en trollsländeart som beskrevs av Müller och Hämäläiüeü 1993. Onychogomphus treadawayi ingår i släktet Onychogomphus och familjen flodtrollsländor. IUCN kategoriserar arten globalt som nära hotad. Inga underarter finns listade i Catalogue of Life.